# Seiland nationalpark
Seiland nationalpark (nordsamisk: Sievjju álbmotmeahcci) er en nationalpark som ligger på øen Seiland i den vestlige del af Troms og Finnmark fylke i Norge, med fjorde, bjerge og to isbræer. Parken blev oprettet 8. december 2006, for at «bevare et alpint kystlandskab med en egenartet og varieret biologisk mangfoldighed, sikre variationsbredden af naturtyper i regionen, bevare landskabsformer og særprægede geologiske forekomster og værne om kulturminder»  og den dekker et område på 316,3 km2.
Nationalparken ligger i kommunerne Alta, Hammerfest og Kvalsund. Øen Seiland er den næst største ø i Finnmark efter Sørøya, og de to isbræer på øen, Seilandsjøkelen og Nordmannsjøkelen, er Skandinaviens nordligste isbræer, og er også de lavest liggende bræer i Skandinavien.

## Geografi, landskab, geologi
Seilandslandskabet domineres af mange små og store fjorde. De to største er Store Kufjorden og Jøfjorden, som går nord-syd, og deler næsten øen i to. Det mest alpine terræn ligger på den vestlige del af øen. Her falder flere bratte fjelde ned i havet. Syd for Seilandsjøkelen (på østsiden) er der et plateau med småkuperet terræn. Gennem dette plateau løber Melkelven, uberørt af indgreb, fra bræ til fjord.

## Flora og fauna
Bjerggrunden er næringsrig i fjeldområderne i den sydlige del af nationalparken. Her vokser en artsrig og særpræget vegetation, med sjældne bjergplanter som dvergarve, snegræs og stjernøyvalmue (Papaver radicatum ssp. macrostigmum).
De stejle bjerge i vest er bosted for en rig og varieret rovfuglebestand. Her yngler havørn, jagtfalk, dværgfalk, tårnfalk og fjeldvåge. Langs kysten er der små kolonier med mågefugle, vadefugle, grågås, edderfugl og tejst.
Af patterdyr findes odder, snehare og lækat, foruden store mængder tamren i sommerhalvåret.

## Kulturminder
Det findes kulturminder fra flere tidsaldre og kulturer på øen. Fund fra stenalderen og jernalderen, sammen med fangstanlæg er vidnesbyrd om gamle bosættelser. Der findes dokumentation i kort på bosættelser i næsten hver fjordarm i 1800-tallet, og samernes brug af øen som sommergræsning for tamren har både præget landskabet og givet fysiske kulturminder i form af buer og gærder.

## Forvaltning og brug af området
Værneforskriften fastslår at «Varetagelse af naturgrundlaget indenfor nationalparken er vigtig for samisk kultur og erhvervsliv. Området skal kunne bruges til rendrift».
Der er ikke tilrettelagt mærkede stier og åbne hytter i nationalparken, og der er ingen veje ind til området. Der går færge  fra Akkarfjord nær Hammerfest til Kjerringholmen nord på Seiland. Det går godsrutebåt fra Hammerfest til Øksfjord  som anløber kirkestedet Altneset på den sydlige del af øen.

## Eksterne kilder og henvisninger
1. ↑  Lovdata.no: Verneforskriften
2. ↑  Hammerfest Turist – Seiland (Webside ikke længere tilgængelig)
3. ↑  "Arkiveret kopi". Arkiveret fra originalen 9. november 2007. Hentet 7. oktober 2011.

- Informationsside om Seiland nationalpark Arkiveret 16. februar 2019 hos  Wayback Machine på nasjonalparkstyre.no.
- Seiland Alpine island scenery in west Finnmark Arkiveret 1. april 2017 hos  Wayback Machine på karensrorbuer.no

Litteratur
- Per Arne Askeland. Drømmelandet : en fotografisk reise i Seiland nasjonalpark. Alta : Askeland foto-media , 2007 ISBN 978-82-997698-0-8

70°23′N 23°10′Ø / 70.383°N 23.167°Ø